# 선례구속의 원칙
선례구속의 원칙 (先例拘束 ― 原則, 라틴어: stare decisis) 과거 법원의 판단은 비슷한 사항에 구속되어 적용된다는 원칙으로 영미법 체계에서 매우 중요하다. 법의 일관성과 유연성을 제한하는 원칙이다. stare decisis는 판결을 지속시키다는 뜻의 라틴어이다. 영미법의 귀납적 접근, 다르게 말해 법을 현실 사건속에서 발견하는 방법으로 법이 형성되었는데 이 경우 법체계의 일관성과 축적을 위해 과거의 판례가 구속될 필요가 있다.

## 참조문헌
- Encyclopaedia Britannica: 선례구속의 원칙정의